# Behati Prinsloo
Behati Prinsloo Levine (Grootfontein, Namibia, 16 de mayo de 1988) es una modelo namibia conocida principalmente por ser uno de los ángeles de Victoria's Secret desde el año 2009, habiendo desfilado en todos los desfiles de la marca desde 2007 a 2015 y en 2018 (abriendo dos de ellos). En 2016 y 2017 estuvo ausente debido a su maternidad. Ha trabajado para prestigiosas marcas como Chanel, Versace y Hugo Boss.

## Biografía
Nació en 1988 en la ciudad namibia (entonces África del Suroeste) de Grootfontein. Es hija de Louis François "Boet" Prinsloo, que es ministro del cristianismo protestante, y de Magda Rossouw, que gestionaba un bed and breakfast.
Su familia es afrikáner, por lo que posee ascendencia neerlandesa. Prinsloo creció con el afrikáans como lengua materna, aunque estudió en inglés.
Con 16 años fue descubierta por un fotógrafo en un supermercado de Ciudad del Cabo. El fotógrafo le dio una tarjeta de la agencia Storm para que ella la visitara. Una semana más tarde, Prinsloo visitó la agencia y le fueron tomadas fotos para su primer portafolio. La fundadora de la agencia, Sarah Doukas vio sus fotos y la llevó a trabajar como modelo en Londres.

## Carrera

### Modelo
Prinsloo debutó participando en el desfile de Prada/Miu Miu en Milán. Más tarde el fotógrafo Juergen Teller fue el encargado de realizar su primera campaña para Marc by Marc Jacobs. Poco después fue fotografiada por Mario Testino y Paolo Roversi para la revista British Vogue, y por David Sims para la revista W Magazine.
Behati ha desfilado para marcas como Alexander Wang, Louis Vuitton, Miu Miu, Versace, Calvin Klein, Givenchy, Chanel, Alexander McQueen, Christian Dior, Ralph Lauren, Michael Kors, y Yves Saint Laurent entre otros. Ha aparecido en la portada de diversas revistas de moda de todo el mundo, incluyendo las ediciones de España, Turquía, Brasil, México, Rusia y Tailandia de Vogue; las versiones de España, Francia, Italia y Suecia de Elle; y las versiones de Grecia y Sudáfrica de Marie Claire entre otras. Ha protagonizado campañas publicitarias de Chanel, H&M, Desigual, Lancaster, Tommy Hilfiger, SK-II, Juicy Couture, Pepe Jeans, y Seafolly entre otras.
En 2010 diseñó la colección de bañadores Behati Loves Pink para Victoria's Secret. También ha diseñado una línea de vaqueros para THVM y una colección de joyas y accesorios para Juicy Couture. Para 2015, Prinsloo y las modelos de Victoria's Secret como Jacquelyn Jablonski y Jasmine Tookes fueron invitadas a un episodio de la serie de CBS Hawaii Five-O. En 2017 firmó un contrato para convertirse en una de las embajadoras de la marca para cuidado para la piel Skii. En 2018, colaboró con la marca de joyería Jacquie Aiche para la colección Ja x Behati. 

#### Victoria's Secret
Desfiló por primera vez en el Victoria's Secret Fashion Show en 2007 y en 2008 sustituyó a Miranda Kerr como portavoz oficial de la submarca PINK.
En 2009 Prinsloo entró a formar parte del grupo de ángeles oficiales de la marca. En 2012 lució uno de los trajes que correspondían a la top brasileña Lais Ribeiro, la cual no participó en el desfile de ese año debido a una caída en los ensayos previos al desfile.
Fue la encargada de dar apertura al desfile en el año 2014 y consecutivamente en 2015, incorporándose así en el selecto grupo de modelos que lo han conseguido entre las que se encuentran Gisele Bündchen y Adriana Lima. En 2015 lució las primeras alas LED en la historia del Victoria's Secret Fashion Show.
Días antes del desfile de 2016 la marca confirmó los rumores que decían que Prinsloo no iba a participar en el desfile de ese año debido a su reciente maternidad. En octubre de 2017 se anunció que la modelo tampoco participaría en el desfile de ese año debido a su segundo embarazo. En 2018 volvió a desfilar después de dos años sin subirse a la pasarela.
En su paso por Victoria's Secret, Behati ha participado en 10 desfiles, de los cuales ha abierto 2. Ha servido como portavoz de la submarca PINK, ha abierto 7 segmentos y ha cerrado 1.

### Actriz

#### TV
| Año  | Trabajo       | Personaje  | Notas                      |
| ---- | ------------- | ---------- | -------------------------- |
| 2012 | Hawaii Five-0 | Ella misma | Episodio "Ha'awe Make Loa" |

#### Videos musicales
| Año  | Canción                                  | Artista     | Notas                        |
| ---- | ---------------------------------------- | ----------- | ---------------------------- |
| 2009 | Rich Girls                               | The Virgins |                              |
| 2014 | Animals                                  | Maroon 5    |                              |
| 2015 | Animals (Victoria's Secret Swim Special) | Maroon 5    |                              |
| 2017 | Cold                                     | Maroon 5    |                              |
| 2018 | Wait (Snapchat Version)                  | Maroon 5    |                              |
| 2018 | Girls like you                           | Maroon 5    | Junto con su hija Dusty Rose |
| 2021 | Lost                                     | Maroon 5    |                              |
| 2023 | Middle Ground                            | Maroon 5    |                              |

## Vida personal
Prinsloo mantuvo una  relación con el modelo británico Jamie Strachan desde el año 2005 hasta febrero de 2012.
En mayo de 2012 comenzó una relación con el vocalista de Maroon 5, Adam Levine. El 19 de julio de 2014 la pareja contrajo matrimonio en Los Cabos, BS, México.
A principios de enero de 2016 se dio a conocer que la pareja estaba esperando su primer hijo. El 21 de septiembre de 2016, Behati dio a luz a una niña llamada Dusty Rose. El 13 de septiembre de 2017, la modelo anunció en su cuenta de Instagram la espera de su segundo hijo. El 15 de febrero de 2018 dio a luz a una niña llamada Gio Grace. En septiembre de 2022 se hizo público que la pareja esperaba su tercer hijo. Su tercer hijo nació el 28 de enero de 2023.